# Adsgram
Adsgram — первая и крупнейшая рекламная сеть в Telegram Mini App
Компания была основана бывшими сотрудниками Яндекса в 2024 году. Сервис получил официальную поддержку от TON — грант в 50 000 $. На старте в компанию инвестировал так же международный селлер Telegram Ads — Magnetto.pro
В сентября 2024 года компания открыла собственную гранатовую программу для проектов в экосистеме TON и победителей The Open League.